# Мангубі Марина Анатоліївна
Марина Анатоліївна Мангубі (нар. 1966, Москва) — американська художниця караїмського походження.

## Життєпис
Народилася в 1966 році в Москві. Батько — Анатолій Мангубі, караїм. У 1981 році разом з сім'єю виїхала в США. Закінчила Каліфорнійський університет в Берклі за фахом мистецтво і біопсихології, а в 1993 році — аспірантуру Мічиганського університету й здобула ступінь магістра образотворчих мистецтв у галузі живопису. Нині професорка живопису і графіки в місті Вустер, штат Огайо.

## Виставка «Музика на кістках»
З 14 по 31 липня 2000 року в галереї на вулиці Староконюшенній, Москва, 39 проходила персональна виставка «Музика на кістках».
«Враження, яке справляє на відвідувача порівняно невеликий цикл графічних робіт, можна передати в такій послідовності слів здивування — крихкість — вічність», — пише Л. Костюков в газеті «Алфавіт» (№ 30, липень-серпень 2000 року).
«В основі циклу гравюр лежать рентгенівські знімки, на яких згодом стали робити платівки з веселими мелодіями. Кольорові гравюри, виконані на найтоншому рисовому папері, дають якісь колористичні, вишукані злегка змащені й дуже красиві графічні плями, крізь які несподівано бачиш щось, що нагадує грудну клітку або кісточки пальців», — пише Віра Чайковська.